# .ax
.ax este un domeniu de internet de nivel superior, pentru Insulele Åland (ccTLD).